# Mošovce
Mošovce (1380 indbyggere) er en vigtige landsby på Midt-Slovakiet med mangen historiske mindesmærke, og det fødested af en fremragende Slovakie digter, Ján Kollár.

## Ekstern henvisning
- www.mosovce.sk
- Brochure Arkiveret 28. september 2007 hos  Wayback Machine
- Oplysninger Arkiveret 11. februar 2007 hos  Wayback Machine
- Drienok Arkiveret 28. oktober 2008 hos  Wayback Machine

## Galleri
- Herskabshus - Mošovce
- Protestantisk kirke - Mošovce
- Katolsk kirke - Mošovce
- Kapel - Mošovce
- Gammel arkitektur - Mošovce
- Våbenskjold - Mošovce
- Flag - Mošovce
- Mošovce - Slovakia
- Mošovce

48°54′34″N 18°53′15″Ø / 48.9095°N 18.8876°Ø